# De vliegende klomp
De vliegende klomp is het honderdvijfde stripverhaal uit de reeks van Suske en Wiske. Het werd geschreven en getekend door Paul Geerts voor de VVV van Noord-Brabant. De eerste albumuitgave was in 1975.
Het verhaal is een soort vervolg op De rammelende rally (1958), dat door Willy Vandersteen was geschreven in opdracht van de Toeristische Federatie van de provincie Antwerpen.

## Locaties
Dit verhaal speelt zich af op de volgende locaties:
- Noord-Brabant
- Baarle; Baarle-Nassau en Baarle-Hertog met station
- Chaam met apenrots en picknick-plaats “Groote Weide”
- Gilze-Rijen met vliegveld
- Oosterhout met het klooster Sint Catharinadal
- Breda met Grote Kerk, kasteel Bouvigne, Begijnhof, standbeeld van turfschipper, Spanjaardsgat
- Hoeven
- Etten-Leur met standbeeld turfschipper “Adriaan van Bergen”
- Zundert met Bloemencorso Zundert en standbeeld van de gebroeders van Gogh (Zadkine)
- Roosendaal met Tongerlohuys
- Oudenbosch met Basiliek van de H.H. Agatha en Barbara (kopie van Sint-Pietersbasiliek uit Rome) en Zoeavenbeeld
- Wouwse Plantage
- Putte met standbeeld van Jacob Jordaens
- Bergen op Zoom met de Schelde, Stadhuis en Gevangenpoort
- Nieuw-Vossemeer met Molenmuseum en standbeeld van Merijntje Gijzen
- Steenbergen
- Willemstad met Volkeraksluizen en Mauritshuis
- Klundert met omwalling “Stenen Poppen”
- Zevenbergen met het centrum
- Made
- Drimmelen met rietbundels in de vorm van huizen
- Biesbosch
- Geertruidenberg met de Markt
- Hank met Kurenpolder
- Woudrichem
- Heusden met Visbank
- Waalwijk met schoenenmuseum
- Drunen met Lips Autotron
- Kaatsheuvel met Efteling
- Esch met pomp
- Vught met kasteel Maurick
- 's-Hertogenbosch met het standbeeld van Zoete lieve Gerritje, de Sint-Janskathedraal, het Stadhuis, het Refugiehuis, het kanon “De boze griet”, de Stadswallen, standbeeld van Hercules en markten
- Lith
- Oss met Sociaal Cultureel Centrum “De Lievekamp”
- Megen
- Ravenstein met de Maas
- Grave (vestingstad)
- Uden met museum Religieuze Kunst
- Mill met kasteel Aldendriel
- Cuyck met standbeeld
- Wanroy met recreatieoord “De Bergen”
- Schijndel
- Sint Oedenrode
- Boekel met molen
- Boxmeer met schrijn van de Heilige Bloedprocessie
- Oploo met staatsbossen
- Overloon met het Nederlands Nationaal Oorlogs- en Verzetsmuseum Overloon
- Beek en Donk
- Lieshout met bierbrouwerij van Bavaria
- Aarle en Rixtel
- Gemert met kasteel (paterklooster)
- Bakel en Milheeze met bergmolen “Laurentia”
- Helmond met de draaiorgels en het kasteel en pottenbakkers
- Deurne met kasteel
- Asten met natuurreservaat “De Groote Peel” en museum met natuurstudiecentrum “Jan Vriends” en Beiaardmuseum.
- Someren met herberghe de Coeckepanne
- Mierlo met het Gemeentemuseum
- Het Wolfsleven
- Nuenen met het ouderlijk huis van Vincent van Gogh
- Eindhoven met Animali Vogel- en dierenpark en Van Abbemuseum met standbeeld van Honoré de Balzac en het Evoluon
- Veldhoven
- Heeze
- Valkenswaard met 1000-jarige Venbergse Watermolen
- Luyksgestel met standbeeld “De Koperteut” .
- Eersel met het standbeeld “De Contente Mens” .
- Westerhoven met het Eurostrand
- Toterfout met grafheuvels
- Oirschot met reuzenstoel
- Spoordonk met Sint-Bernadettekerk
- Oisterwijk met vogelpark, pottenbakker en poppentheater
- Udenhout
- Tilburg met ziekenhuis en Nederlands Textielmuseum
- Hilvarenbeek met het Vrijthof en Safaripark Beekse Bergen

## Personages
In dit verhaal spelen de volgende personages mee:
- Suske, Wiske, tante Sidonia, Lambik, Jerom, professor Barabas, veldwachter, gids en toeristen, klompenmaker, muziekkorps en publiek, ober, jongetje, pottenbakker, medewerker Beekse Bergen en dieren

## Uitvindingen
In dit verhaal speelt de volgende uitvinding een rol:
- de Vliegende Klomp.

## Het verhaal
De vrienden willen toeristische bezienswaardigheden in Noord-Brabant gaan bekijken en professor Barabas laat zijn nieuwste uitvinding zien, een vliegende klomp. Jerom en Lambik besluiten op de fiets te gaan en Suske, Wiske en tante Sidonia vliegen met de klomp. Om te voorkomen dat er vals gespeeld wordt moeten de vrienden van elke bezienswaardigheid een foto of tekening maken en professor Barabas vertelt dat de winnaar van hem een geldprijs krijgt. De vrienden vertrekken in Baarle, maar Jerom kijkt naar de huisnummerbordjes (Nederlands en Belgisch) en krijgt daardoor een lekke band. Suske, Wiske en tante Sidonia liggen aan kop, maar ze worden in Breda weer ingehaald door Lambik en Jerom. Lambik vermomt zich als medewerker van een benzinestation en gooit suiker in de benzine van de vliegende klomp. In Oudenbosch wordt Lambik dronken door de Oudenbossche Pop (kruidenjenever) en hij wordt samen met Jerom door een veldwachter aangehouden.
Suske, Wiske en tante Sidonia besluiten een rondvaart te maken in de Biesbosch en Jerom en Lambik komen ook aan boord van het schip. De vrienden besluiten iets te gaan eten op de Markt in Geertruidenberg. Tante Sidonia pakt stiekem de portemonnee van Lambik en daardoor moet hij samen met Jerom afwassen. Ze zetten na de afwas de achtervolging in en komen langs vele mooie plaatsen. In Schijndel botsen Lambik en Jerom op de klomp en Suske, Wiske en tante Sidonia moeten de klomp laten repareren bij een klompmaker. Als de klomp weer vertrekt, breekt een hevige storm uit waardoor de klomp de lucht in vliegt. Op deze manier halen tante Sidonia, Suske en Wiske de fiets met Lambik en Jerom weer in en de teams komen samen aan in Overloon. In Beek en Donk remt Jerom te hard en Lambik komt in een orkest terecht, Suske, Wiske en tante Sidonia komen voorop en bezoeken musea in Helmond.
Als tante Sidonia met Suske en Wiske een picknick houdt in het Wolfsleven, wordt ze weer ingehaald door Lambik en Jerom. In Nuenen wil Lambik het ouderlijk huis van Vincent van Gogh schilderen en ze bezoeken nog veel meer mooie plekken. Lambik en Jerom stoppen in Eersel en worden daar ingehaald door het andere team, maar merken niks omdat ze slapen. Suske maakt een foto van Lambik en Jerom en de klomp gaat door naar Westerhoven, waar ze even stoppen bij het Eurostrand. De vrienden bezoeken nog andere plaatsen, maar bij een pottenbakker in Oisterwijk worden ze weer ingehaald door Lambik en Jerom. Na Udenhout wordt Lambik aangereden door een trein en hij komt in het ziekenhuis in Tilburg terecht. Suske, Wiske en tante Sidonia brengen hem een cadeau uit Udenhout, het is een klomp gevuld met bloemetjes. Beide teams komen ongeveer tegelijk in de Beekse Bergen en strijden om de overwinning. Lambik en Jerom komen als eerste in Baarle Nassau-Hertog, maar Lambik wil de beloning van professor Barabas niet aannemen omdat ze hebben vals gespeeld. De vrienden besluiten de envelop met inhoud aan de derde wereld te schenken.

## Trivia
- Het verhaal bestaat uit 124 stroken
- In de Suske en Wiske verhalen Fata Morgana, De Efteling-elfjes en De belhamel-bende zijn de vrienden ook in de Efteling.